# Régime en glucides spécifiques
Le régime en glucides spécifiques (anglais specific carbohydrate diet, SCD) est une pratique alimentaire créée par le Dr Sidney V. Haas et popularisée par la biochimiste et auteur Elaine Gottschall dans son ouvrage Briser le cercle vicieux. Ce régime restreint l'usage des glucides complexes (disaccharides et polysaccharides), élimine les sucres raffinés, toutes les graines et les amidons. Il est proposé comme un moyen de diminuer les symptômes des maladies inflammatoires chroniques intestinales (MICI), la maladie de Crohn, la colite ulcéreuse, la rectocolite hémorragique, la maladie cœliaque et l'autisme. Gottschall pense que « le corps peut, dans des conditions anormales, perdre sa capacité à digérer les sucres complexes, provoquant un développement nocif de la flore bactérienne intestinale ».  

## Théorie
Les raisons d'un tel régime sont expliquées dans le livre Briser le cercle vicieux : 

« Quand l'organisme reçoit des glucides complexes (disaccharides ou polysaccharides), il doit les décomposer avant de pouvoir les absorber. Dans le corps d'un individu qui ne réalise pas efficacement cette décomposition, un apport de matière indigeste déclenche la multiplication de bactéries nocives. S'ensuit alors une augmentation significative des déchets et irritants produits par cette surpopulation bactérienne. L'irritation des intestins résulte en une surproduction de mucus et de blessures des voies digestives. À leurs tours, ces anomalies causent des malabsorptions, ce qui rend encore plus difficile l'entretien d'une digestion saine. »

## Historique des études
En 1922, Kleinschmidt dans un article au sujet de l’efficacité du régime du Dr Haas écrit que « le pronostic pour la maladie cœliaque a complètement changé durant les dernières années. Les résultats décevants des méthodes de traitement précédentes, ont entièrement disparu depuis que nous avons suivi le régime  de l'américain Haas. ».
Dans une étude de 1924, Haas déclare que « dans les cas où le régime peut être contrôlé suffisamment longtemps, une rémission survient dans tous les cas, sans rechute alimentaire ».
En 1928, Von den Steinen transmet une étude qui propose une validité à l’efficacité du régime du Dr Haas, avec des résultats vérifiés.
En 1955, Haas publie une nouvelle série d'études sur 191 cas validant son approche.
Depuis la mort du Dr Haas en 1964, il n'y a pas eu d'étude contrôlée publiée, au sujet des effets du régime en glucides spécifiques sur les MICI. 
Depuis 1998, des ouvrages,,, écrits par des médecins et des diététiciens, mentionnent ou recommandent[réf. nécessaire] ce régime pour des pathologies spécifiques.